# Jos van Emden
Jos van Emden (Schiedam, Holanda del Sud, 18 de febrer de 1985) és un ciclista neerlandès, professional des del 2005 al 2023. El seu darrer equip fou el Team Jumbo-Visma. En el seu palmarès destaca el Campionat nacional de contrarellotge el 2010, 2019 i 2023 i una etapa al Giro d'Itàlia de 2017.

## Palmarès
- 2006
  - 1r al Triptyque des Barrages i vencedor d'una etapa
  - 1r al Roserittet DNV GP i vencedor d'una etapa
  - Vencedor de 2 etapes al Gran Premi Guillem Tell
  - Vencedor d'una etapa al Tour de Normandia
  - Vencedor d'una etapa al Tour du Loir-et-Cher
- 2007
  - 1r al Tour de Münster
- 2008
  - Vencedor d'una etapa al Tour de Normandia
  - Vencedor d'una etapa al Rhône-Alpes Isère Tour
  - Vencedor d'una etapa a la Volta a Lleó
- 2010
  -  Campió els Països Baixos de contrarellotge
  - Vencedor d'una etapa al Delta Tour Zeeland
  - Vencedor d'una etapa al Ster Elektrotoer
- 2011
  - 1r al Stadsprijs Geraardsbergen
  - Vencedor d'una etapa al Delta Tour Zeeland
- 2013
  - 1r al Tour de Münster
- 2015
  - Vencedor d'una etapa a l'Eneco Tour
- 2016
  - Vencedor d'una etapa al Ster ZLM Toer
- 2017
  - 1r l'A través de Flandes Occidental
  - Vencedor d'una etapa al Giro d'Itàlia
- 2019
  -  Campió els Països Baixos de contrarellotge
  - 1r a la Crono de les Nacions
  - Vencedor d'una etapa al Ster ZLM Toer
- 2023
  -  Campió els Països Baixos de contrarellotge

### Resultats al Giro d'Itàlia
- 2009. 166è de la classificació general
- 2010. 116è de la classificació general
- 2011. 159è de la classificació general
- 2014. 107è de la classificació general
- 2016. 120è de la classificació general
- 2017. 117è de la classificació general. Vencedor d'una etapa
- 2018. 99è de la classificació general
- 2019. 104è de la classificació general
- 2020. No surt (10a etapa)
- 2021. Abandona (15a etapa)
- 2022. 89è de la classificació general

### Resultats al Tour de França
- 2015. 121è de la classificació general
- 2017. Abandona (9a etapa)

### Resultats a la Volta a Espanya
- 2016. No surt (17a etapa)